# Kabuyea
Kabuyea là một chi thực vật có hoa trong họ Tecophilaeaceae.